# Tiki (Brausetablette)
Tiki ist ein Brausepulver in Tabletten- oder Pulverform. Es handelt sich um eine Süssware, die in der Schweiz erhältlich ist.
Die klassische Tiki-Tablette ist 24 × 24 × 6 mm gross und wiegt 4,5 Gramm. Die Inhaltsstoffe sind Zucker, Säuerungsmittel: Zitronensäure, E500ii (Natriumhydrogencarbonat), Maltodextrin, Trennmittel: E470b und Kieselsäure, Aroma, Süssstoffe, und je nach Sorte die Farbstoffe E150d, E101, E120. Es gibt sie in den Aromen Himbeere, Cola und Zitrone. Die Sorte Erdbeer wurde Ende 2011 durch Zitrone ersetzt.

## Geschichte
Tiki Brausepulver wurde 1907 vom Backpulverhersteller Hynek Boleslav Allan (1886–1945) aus Böhmen erfunden und in Dvůr Králové nad Labem nordöstlich von Prag produziert. 1947 flüchtete sein Sohn Guy Allan in die Schweiz, wo er die Tiki-Tabletten nach dem mitgebrachten Rezept erst in Näfels GL und dann in Mont-sur-Lausanne produzierte. Während Tiki sich in der Schweiz gut verkauft, sind alle Versuche, es nach Italien, Arabien, Frankreich, Südamerika oder den Vereinigten Staaten zu exportieren, gescheitert.
Seit 1993 wird Tiki ausschliesslich von der Dr. med. Aufdermaur AG in Lengnau AG hergestellt, an die Allan seine Produktion verkauft hat. Seither hat sich die Produktepalette auf folgende Artikel erweitert:
- Tiki Doppelwürfel im Beutel
- Tiki Doppelwürfel in der Runddose
- Tiki Mini Shots
- Tiki Brausepulver Sticks
- Tiki Traubenzucker
- Tiki Mixed Beutel
- Look-O-Look Party Mix – Mit Tiki Mini Shots
- Tiki Limonaden mit Aroma Himbeer oder Cola (Aludose à 3,3 dl)

In den 1990er-Jahren wechselte man vom Tiki Knaben zu einem Manga-Design, welches genau dem Zeitgeist entsprach. Mit dem 60-Jahre-Jubiläum 2007 führte Tiki das Retrodesign mit dem Knaben wieder ein und war damit sehr erfolgreich. Seit 2011 wurden alle Produkte auf das neueste Design gewechselt: die Tiki-Totem-Familie. Da das Wort Tiki aus der Südsee stammt, waren diese Götterfiguren naheliegend.
Tiki engagiert sich seit mehreren Jahren für Fussballcamps für Kinder.